# Los Seixols
Los Seixols és un paratge del terme municipal de Tremp, al Pallars Jussà, dins de l'antic terme de Gurp de la Conca.
Està situat a ponent de la ciutat de Tremp, entre aquesta i la Torre de Don Fèlix, important masia del sud-est de Tendrui. Passa per los Seixols la carretera local que mena als pobles de Tendrui i Sant Adrià. És a l'extensa plana que s'obre al costat oest de Tremp.